# Баръм (линеен кораб, 1914)
Баръм (на английски: HMS Barham) е британски линеен кораб – супердредноут. Кораб от типа „Куин Елизабет“. Потопен е на 25 ноември 1941 г. в Средиземно море от немската подводна лодка U-331.

## История на службата
В Първата световна война взема участие в Ютландското сражение (флагман на 5-а ескадра линейни кораби, флаг на контраадмирал Евън-Томас), получава 6 попадения, 28 души са убити и 37 ранени.
През Втората световна война участва в боя при нос Матапан.

### Гибел
На 25 ноември 1941 г., в Средиземно море недалеч от границите на Египет и Либия, линкора е атакуван от немската подводна лодка U-331 (с командир лейтенант Тизенхаузен).
Лодката преминава през охраната от разрушители и от дистанция 370 метра изстрелва четири торпеда, три от които попадат в целта. Линкора губи ход и започва да се накренява по левия борд. След няколко минути мощен взрив разпарчетосва кораба, загиват 862 души. Причина за взрива, очевидно, е пожар в артилерийския погреб. „Баръм“ е единственият английски линкор, потопен от подводна лодка в открито море.